# Avondeditie (verzetsblad)
Avondeditie was een Nederlands verzetsblad tijdens de Tweede Wereldoorlog, waarvan waarschijnlijk alleen in 1945 een aantal nummers werd uitgegeven. Het werd gestencild en de inhoud bestond uit binnenlandse en buitenlandse berichten. Het enige nummer dat in Delpher van deze uitgave is te vinden dateert van 3 mei 1945 en beslaat 6 pagina's met voor het merendeel Nederlandstalige berichten, maar ook een paar Engelstalige berichten en 1 Franstalig bericht.